# Мостика Юрій Сергійович
Мостика Юрій Сергійович — український науковець у галузі збагачення корисних копалин, доктор технічних наук.
Спеціалізується на магнітних методах збагачення корисних копалин, а також збагаченні некондиційних вуглевмісних продуктів, зокрема, вугільних відвалів.
Докторська дисертація: «Розвиток наукових основ кінетики мокрої високоградієнтної магнітної сепарації слабомагнітних руд». Спеціальність 05.15.08. Національний гірничий університет. — Дніпропетровськ, 2005.
Мостика Юрій Сергійович — один з представників наукової школи «Магнітні методи збагачення корисних копалин» засновником і лідером якої в Україні вважають Віталія Івановича Кармазіна .